# Estadio de Béisbol Toluca 80
O Estadio Toluca 80 é um estádio de beisebol localizado na cidade de Toluca, Estado do México, México. Foi sede da Liga Mexicana de Beisebol durante os anos de 1980 e 1984. Tem capacidade para 6 mil pessoas. Atualmente, o estádio é utilizado para eventos musicais e torneios locais de beisebol.